# لوکرن (کلرادو)
لوکرن (به انگلیسی: Lucerne) یک منطقهٔ مسکونی در ایالات متحده آمریکا است که در شهرستان ولد، کلرادو واقع شده‌است. لوکرن ۱٬۴۴۹ متر بالاتر از سطح دریا واقع شده‌است.